# Problem społeczny
Problem społeczny – stan społeczny, który znaczna część społeczeństwa definiuje jako łamanie norm społecznych, będących dla nich szczególnie cennymi. Problemy społeczne mogą stanowić przeszkodę dla efektywnego funkcjonowania państwa, utrudniają, bądź nawet uniemożliwiają realizację celów społecznych. Problem społeczny stanowi rozdźwięk między uznanymi wzorami a aktualnym stanem rzeczy. Warty podkreślenia jest fakt, że żadne warunki społeczne nie mogą być uznane za problem społeczny, jeśli nie zostaną one określone za pomocą uznanych wartości jako problem przez znaczącą liczbę ludności.
Do najpowszechniejszych problemów społecznych można zaliczyć: wojny, przemoc, ubóstwo, długotrwałe bezrobocie, bezdomność, nierówności społeczne, choroby cywilizacyjne, prostytucję, marnotrawstwo pieniędzy publicznych, brak suwerenności politycznej.
Reakcje społeczne na negatywnie oceniane zjawiska oraz związane z nimi żądania mogą przybierać różnorodne formy, np. protesty, petycje do władz, ruchy społeczne oraz aktywność samopomocowa.
Problem społeczny może być opisywany pod względem wielu aspektów, do których należą m.in.: liczebność dotkniętych nimi populacji, jej pozycja w strukturze społecznej, liczba osób zajmujących się zawodowo danym problemem społecznym, rodzaj i charakter zjawisk postrzeganych jako problem (np. zmiany społeczne, instytucje, zachowania), miejsce problemu na skali ocen („małe zło”, „bardzo wielkie zło”), czy czas trwania problemu.
W nauce o polityce społecznej terminem częściej używanym od pojęcia problemu społecznego jest kwestia społeczna, na którą składają się różne problemy społeczne (np. na kwestię edukacyjną składa się problem analfabetyzmu, przemocy w szkole, drugoroczności, niskich kwalifikacji zawodowych itp.). Kwestie społeczne dotyczą całości społeczeństwa, podczas gdy problemy społeczne ujawniają się, gdy badamy zachowania ludzi i ich opinie.